# 한수면
한수면(寒水面)은 대한민국 충청북도 제천시의 면이다.

## 개요
한수면은 제천시 최남단에 위치한 산간 지역이다. 행정구역 개편과 충주댐 건설로 면세가 약하지고 내수면이 많아졌다. 심곡의 자연명소 및 문화유적이 많이 산재해 있다.

## 행정 구역
- 덕곡리(德谷里)
- 복평리(伏坪里)
- 북노리(北老里)
- 상노리(上老里)
- 서창리(西倉里)
- 송계리(松界里)
- 역리(驛里)
- 탄지리(炭枝里)
- 한천리(寒泉里)
- 황강리(黃江里)

## 교육
- 한송초등학교
- 한송중학교